# 니시야 신페이
니시야 신페이(일본어: 西矢 慎平, 2001년 8월 11일~)는 일본의 축구 선수이다.

## 구단 경력
그는 2024년 J3리그의 카탈레 도야마에 입단했다. 2024년 J3리그 3위를 기록하여 J2리그로 승격했다.